# Carta de las Naciones Unidas

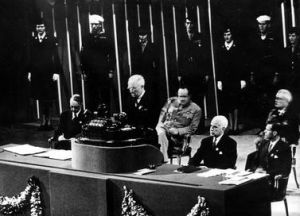
Harry Truman en la conferencia fundacional en San Francisco, 1945.

La Carta de las Naciones Unidas es el tratado internacional fundador de la organización, y que conforma las bases de su organización interna. El documento fue firmado el 26 de junio de 1945 en la Conferencia de las Naciones Unidas sobre Organización Internacional en el auditorio de los Veteranos (actualmente el Teatro Herbst), del Memorial de los Veteranos de la Guerra en San Francisco, California, Estados Unidos, y fue firmada por 50 de los 51 Estados miembros originalmente representados (Polonia, el otro miembro original, que no estuvo representada en la conferencia, la firmó dos meses más tarde). Entró en vigor el 24 de octubre de 1945, después de ser ratificada por los cinco miembros permanentes del Consejo de Seguridad, que son los Estados Unidos, la República Francesa, el Reino Unido, la República de China (posteriormente sustituida por la República Popular China) y la Unión de Repúblicas Socialistas Soviéticas (más tarde reemplazada por la Federación de Rusia).
Además, la Carta establece que las obligaciones que de ella derivan se sitúan por encima de las obligaciones del resto de tratados (art. 103). La mayoría de los países del mundo han ratificado ya la Carta. Una notable excepción es el Estado de la Ciudad del Vaticano, que ha optado conservar su estatuto de observador permanente y, por tanto, no es un signatario pleno de la Carta.

## Historia

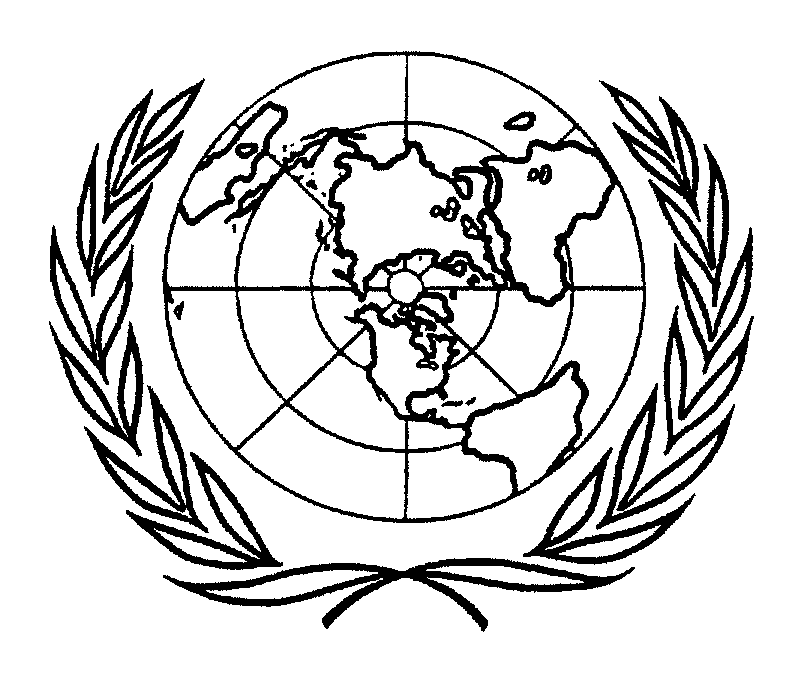
Insignia publicada en la portada de la carta, prototipo del actual logotipo de las Naciones Unidas

La Carta es el resultado de un largo proceso, cuyas primicias se encuentran en diferentes tratados internacionales, en particular en materia del derecho de la guerra, del derecho del mar, de las fronteras y del derecho internacional firmados a finales del siglo XIX y principios del siglo XX. Toma en cuenta el fracaso de la Sociedad de Naciones creada en 1919. La Carta se desarrolló a partir de diversos tratados y declaraciones, más o menos formales, publicados entre 1941 y 1944 entre los aliados de la Segunda Guerra Mundial:
- Declaración del Palacio de St. James (junio de 1941)
- Carta del Atlántico (agosto de 1941)
- Declaración de las Naciones Unidas (enero de 1942)
- Declaración de Moscú (noviembre de 1943)
- Conferencia de Teherán (diciembre de 1943)
- Conferencia de Dumbarton Oaks (Washington, octubre de 1944)
- Conferencia de Yalta (febrero de 1945)

La Conferencia de San Francisco, que comenzó el 25 de abril de 1945, juntó a 850 delegados (además de unos 2500 asesores) de 50 Estados. Estaba dividida en cuatro comisiones y 12 comités técnicos para preparar el texto que se debatiría al finalizar la Conferencia, en las sesiones plenarias. Los dos documentos principales que sirvieron de base de este trabajo fueron los derivados de las conferencias de Yalta y Durnbarton Oaks.
Estos pasos condujeron a un texto aprobado en sesión plenaria el 26 de junio y firmada por 50 Estados de las Naciones Unidas. Este texto fue promulgado como la Carta de la ONU. Su ratificación final tuvo lugar el 24 de octubre de 1945 (ahora declarado Día de las Naciones Unidas), que fue seguido de la creación formal de las Naciones Unidas, el 24 de noviembre de 1945.
En la Carta se definen los propósitos y principios de la organización (arts.1 y 2), las diversas instituciones de las Naciones Unidas (Asamblea General, Consejo de Seguridad, etc.), los procedimientos para la "solución pacífica" de controversias o "en caso de amenaza contra paz, quebrantamiento de la paz o actos de agresión" (Cap. VII y VIII). La cooperación económica y social tampoco está ausente en la Carta.
La Asamblea General es el órgano plenario de la Organización, donde todos los votos de los Estados miembros tienen la misma valía (artículo 2.1: "La Organización está basada en el principio de la igualdad soberana de todos sus Miembros."), si bien sus resoluciones no son vinculantes.
Según el artículo 41 de la Carta, el Consejo de Seguridad “podrá decidir qué medidas que no impliquen el uso de la fuerza armada han de emplearse para hacer efectivas sus decisiones”. 
La Asamblea General está integrada por todos los Miembros de las Naciones Unidas. La Asamblea General podrá considerar los principios generales de la cooperación en el mantenimiento de la paz y la seguridad internacionales, incluso los principios que rigen el desarme y la regulación de los armamentos, y podrá también hacer recomendaciones respecto de tales principios a los Miembros o al Consejo de Seguridad o hacia el nombrado consejo y a aquellas naciones participantes que se considere necesario; podrá también discutir toda cuestión relativa al mantenimiento de la paz y la seguridad internacionales que presente a su consideración cualquier Miembro de las Naciones Unidas o el Consejo de Seguridad o que un Estado que no es Miembro de las Naciones Unidas presente de conformidad con el artículo 35, párrafo 2, y salvo lo dispuesto en el artículo 12, podrá hacer recomendaciones acerca de tales cuestiones al Estado o Estados interesados o al Consejo de Seguridad y a aquellos países participantes que se considere necesario. Toda cuestión de esta naturaleza con respecto a la cual se requiera una acción será referida al Consejo de Seguridad desde la Asamblea General antes o después de discutirla.
De acuerdo al artículo 10, la Asamblea General podrá discutir cualesquiera asuntos o cuestiones dentro de los límites de la Carta o que se refieran a los poderes y funciones de cualquiera de los órganos creados por ella, y podrá hacer recomendaciones sobre tales asuntos o cuestiones a los Miembros de las Naciones Unidas o al Consejo de Seguridad y a aquellas naciones participantes que se considere necesario. 
Sólo había ocho mujeres entre las 800 personas delegadas presentes en el acto de la firma y de las 160 personas firmantes sólo cuatro fueron mujeres (Minerva Bernardino de la República Dominicana, Virginia Gildersleeve de los Estados Unidos, Bertha Lutz del Brasil y Wu Yi-Fang de China).

## Organización del documento
La Carta consiste de un preámbulo y un total de 111 artículos divididos en capítulos.
El Preámbulo establece:

Nosotros los pueblos de las Naciones Unidas resueltos a preservar a las generaciones venideras del flagelo de la guerra que dos veces durante nuestra vida ha infligido a la Humanidad sufrimientos indecibles, a reafirmar la fe en los derechos fundamentales del hombre, en la dignidad y el valor de la persona humana, en la igualdad de derechos de hombres y mujeres y de las naciones grandes y pequeñas, a crear condiciones bajo las cuales puedan mantenerse la justicia y el respeto a las obligaciones emanadas de los tratados y de otras fuentes del derecho internacional, a promover el progreso social y a elevar el nivel de vida dentro de un concepto más amplio de la libertad, y con tales finalidades a practicar la tolerancia y a convivir en paz como buenos vecinos, a unir nuestras fuerzas para el mantenimiento de la paz y la seguridad internacionales, a asegurar, mediante la aceptación de principios y la adopción de métodos, que no se usará; la fuerza armada sino en servicio del interés común, y a emplear un mecanismo internacional para promover el progreso económico y social de todos los pueblos, hemos decidido aunar nuestros esfuerzos para realizar estos designios.
Por lo tanto, nuestros respectivos Gobiernos, por medio de representantes reunidos en la ciudad de San Francisco que han exhibido sus plenos poderes, encontrados en buena y debida forma, han convenido en la presente Carta de las Naciones Unidas, y por este acto establecen una organización internacional que se denominará las Naciones Unidas.

- Capítulo I plantea los principios y propósitos de las Naciones Unidas, incluyendo las provisiones importantes del mantenimiento de la paz internacional y seguridad;
- Capítulo II define el criterio para la membresía en las Naciones Unidas;
- Capítulo III describe los órganos de la ONU;

- Capítulo IV, define la Asamblea General;
- Capítulos V-VI-VII, define el Consejo de Seguridad, arreglo pacífico de controversias, acciones en casos de amenaza de la paz y defensa regional:
- Capítulo IX sobre la cooperación internacional económica y social;
- Capítulo X sobre el Consejo Económico y Social
- Capítulo XI-XII-XIII, declaración relativa a los territorios no autónomos, régimen internacional de administración fiduciaria y establece Consejo de Administración Fiduciaria;
- Capítulo XIV establecen las funciones e integración de la Corte Internacional de Justicia
- Capítulo XV establecen las funciones de la Secretaría General de la ONU;
- Capítulos XVI y XVII disposiciones varias y acuerdos transitorios de seguridad.
- Capítulo XVIII define los mecanismos de reforma de la Carta
- Capítulo XIX define la forma la firma y rectificación de la Carta.

Capítulos importantes son los que tratan sobre la estructura y competencias de los organismos de la ONU
- El Capítulo VI describe las competencias del Consejo de Seguridad para investigar y mediar disputas;
- El Capítulo VII describe la competencia del Consejo de Seguridad para autorizar sanciones económicas, diplomáticas y militares así como el de fuerzas militares para resolver disputas. Fundándose en este capítulo se crearon los Tribunales Penales Internacionales para Ruanda y la ex Yugoslavia;
- Los Capítulos IX y X describen las competencias de la ONU para la cooperación económica y social y al Consejo Económico y Social que vigila estos poderes. Estos capítulos son la base de todo el sistema de agencias económicas, sociales y culturales especializadas y técnicas de las Naciones Unidas;
- Los Capítulos XII y XIII describen el régimen internacional de administración fiduciaria y establecen el Consejo de Administración Fiduciaria; y
- Los Capítulos XIV y XV que establecen las funciones e integración de la Corte Internacional de Justicia y la Secretaría General de la ONU respectivamente.